# Andreas Brehme
Andreas Brehme (Hamburg, 1960. november 9. – München, 2024. február 20.) világbajnok német labdarúgó, az 1990-es labdarúgó-világbajnokság döntőjének egyetlen gólszerzője.

## Pályafutása
Brehme pályafutása a hamburgi HSV Barmbek-Uhlenhorst csapatánál kezdődött, majd 1980-ban az 1. FC Saarbrücken játékosa lett. Később játszott a Bayern München, az Internazionale és a Real Zaragoza csapatában is.
A Kaiserslautern játékosaként 1986-ban német kupagyőztes lett, 1987-ben a Bayern, 1998-ban a Kaiserslautern játékosaként német bajnoki címet ért el. 1984 és 1994 között 86 alkalommal játszott a német válogatottban, világbajnokságokon 4, Európa-bajnokságokon 1 gólt szerzett. Pályafutásának csúcsa volt, amikor az olaszországi világbajnokság döntőjében Brehme büntetőből rúgott góljával győzte le Németország Argentínát. Brehme erősségei közé tartozott, hogy mindkét lába egyformán ügyes volt. A világbajnokságokon lőtt gólt bal és jobb lábbal is. Labdarúgó pályafutása 1998-ban német bajnoki cím elnyerésével ért véget.
1999-ben edzőként tért vissza. A osztályú edzői licencet szerzett, majd 2000-ben egykori csapatánál, a Kaiserslauternnél helyezkedett el. A 2004/5-ös szezonban a Bundesliga másodosztályában szereplő SpVgg Unterhaching edzője lett, de egy év után eredménytelenségre hivatkozva felmondta szerződését. Pár héttel később Giovanni Trapattoni társedzője lett a VfB Stuttgart csapatánál. A rosszul sikerült tavaszi idénykezdet miatt 2006. február 9-én megváltak tőle.

## Sikerei, díjai

### Klubcsapat
1. FC Kaiserslautern
- Német bajnok: 1997–98
- Német bajnoki ezüstérmes: 1993–94
- Német kupa-győztes: 1995–96
- Német szuperkupa ezüstérmes: 1996

FC Bayern München
- Német bajnok: 1986–87
- Német bajnoki ezüstérmes: 1987–88
- Német szuperkupa-győztes: 1987
- Bajnokcsapatok Európa-kupája ezüstérmes: 1986–87

FC Internazionale Milano
- Olasz bajnok: 1988–89
- Olasz szuperkupa-győztes: 1989
- UEFA-kupa-győztes: 1990–91

### Válogatott
Nyugatnémet/német válogatott
- Világbajnok: 1990
- Világbajnoki ezüstérmes: 1986
- Európa-bajnoki ezüstérmes: 1992
- Európa-bajnoki bronzérmes: 1988